# 澤村公康
澤村 公康（さわむら きみやす、1971年12月19日 - ）は、東京都出身のサッカー指導者。

## 来歴
2015年、ロアッソ熊本のGKコーチに就任、2018年限りで退団した。
2019年、サンフレッチェ広島のGKコーチに就任。大迫敬介をスタメンに抜擢した。同年限りで退団。
その後は代表を務めるGKスクール『ゴーリースキーム』など、さまざまなカテゴリーでGKの育成、指導にあたっている。
2025年6月、J3に昇格したばかりの高知ユナイテッドSCのGKコーチに就任。

## 所属クラブ
- 1986年 - 1989年 三菱養和SC
- 1990年 - 1994年 仙台大学

## 指導歴
- 1995年 - 1997年 鳥栖フューチャーズ育成GKコーチ
- 1997年 ブレイズ熊本育成GKコーチ
- 1998年 - 2003年3月 大津高校GKコーチ、JFAナショナルトレセンコーチ
- 2003年4月 - 2008年1月 浦和レッドダイヤモンズ育成GKコーチ、女子日本代表GKコーチ、JFAナショナルコーチングスタッフ
- 2008年2月 - 2011年 川崎フロンターレ育成GKコーチ 兼任 青山学院大学GKコーチ
- 2012年 - 2014年 浜松開誠館中学校・高等学校GKコーチ
- 2003年、2013年 日本高校選抜GKコーチ
- 2015年 - 2018年 ロアッソ熊本 GKコーチ
- 2019年 サンフレッチェ広島 GKコーチ
- 2025年6月 - 高知ユナイテッドSC GKコーチ

## 著書
- 澤村公康『守護神 育成トレーニング―ゴールキーパー専属コーチが伝える!チームを守る全てがここにある!』スタジオタッククリエイティブ〈サッカーポジション別シリーズ〉、2013年3月29日。ISBN 978-4-88393-485-0。
- 澤村公康『ジュニアからシニアまでサッカーが楽しくなる攻撃的GK論―Soccer clinic+α』ベースボール・マガジン社〈B.B.MOOK〉、2013年4月30日。ISBN 978-4-88393-485-0。
- 松永成立、澤村公康『ゴールキーパー「超」専門講座 プロが実行するＧＫの基本と応用』東邦出版、2019年6月3日。ISBN 978-4-8094-1673-6。
- 澤村公康『ＧＫコーチ原本 “先手を取るＧＫマインド”の育て方』カンゼン、2021年3月17日。ISBN 978-4-86255-589-2。